# Southern Love
Southern Love er en britisk stumfilm fra 1924 instrueret af Herbert Wilcox.

## Medvirkende
- Betty Blythe som Dolores
- Herbert Langley som Pedro
- Randle Ayrton
- Warwick Ward som Dick Tennant
- Liane Haid
- Hal Martin som Gypsy